# Sinople

Représentation héraldique du sinople.

Le sinople est une couleur héraldique classée dans les émaux. Vert en représentation polychrome, il est symbolisé par des hachures à 45° partant du point dextre du chef (\\\) en représentation monochrome (gravure, architecture, sceaux, etc.),.
L'origine du mot est mystérieuse, car « sinople » a d'abord désigné la couleur rouge. Le mot vient en effet de la ville de Sinop,,, port de Paphlagonie situé sur les bords de la mer Noire, dont les terres argileuses donnaient un ocre rouge de grande qualité (voir sinopia). Ce n'est que vers le milieu du XIVe siècle que le mot change brusquement de sens et sans que l'on sache pourquoi dans la production littéraire de l'époque, sous la plume des poètes et des chroniqueurs. « Deux ou trois décennies plus tard, les hérauts d'armes les imitent dans les documents héraldiques qu'ils produisent en grand nombre : armoriaux blasonnés, récits de tournois, traités d'héraldique ». 
Une hypothèse vraisemblable (en tout cas souvent citée) est que le vert, tout simplement nommé « vert » à son apparition (l'orthographe « verd » était plus fréquente), provoquait à l'oral une confusion avec « vair » (mais pas en Angleterre où, sans doute, la prononciation anglaise a préservé « vert »).
Détrôné par « gueules » pour désigner l'émail de couleur rouge, « sinople », tombé en désuétude, présent mais incompris dans les vieux armoriaux, aurait été interprété comme ce « vert » gênant, et opportunément récupéré. Un synonyme plus ancien du vert héraldique existait pourtant : « prasin, ».
C'est un émail peu employé dans les armoiries occidentales (en moyenne autour de 3 à 4 % comme indice de fréquence pour toutes les époques et pour tous les pays) surtout pour les champs , précisément parce qu'il vient d'Orient[réf. souhaitée] ; il n'était utilisé principalement que pour des meubles dont le vert est la couleur naturelle.
L'historien Michel Pastoureau émet plusieurs conjectures pouvant expliquer cette rareté durant l'époque médiévale : d'ordre pragmatique, la couleur verte étant peu discernable sur les champs de bataille et les lices de tournois, se confondant avec la végétation environnante ; d'ordre technique, cette couleur étant à l'époque difficile à fixer tant en teinture qu'en peinture ; d'ordre symbolique, le vert étant la couleur de l'Islam et la couleur du diable à l'époque romane.

## Exemples d'utilisation
Voici quelques exemples d'armoiries utilisant le sinople.

Exemple traditionnel, un arbre.
Exemple avec une vallée.
Exemple rare généralisant son emploi.
Dragon, souvent de sinople....

## Symbolique et signification
Ce qui suit ne concerne en rien l'héraldique.
Associations symboliques du sinople selon l'écrivain Marc de Vulson de La Colombière.
| Vertus théologales et cardinales | Charité et espérance.                                    |
| Vertus mondaines                 | Honneur, courtoisie, civilité, amour, joie et abondance. |
| Vices                            |                                                          |
| Complexions de l’homme           | Flegmatique.                                             |
| Métaux                           | Mercure.                                                 |
| Planète                          | Vénus.                                                   |
| Pierres précieuses               | Émeraude.                                                |
| Signes du Zodiaque               | Taureau, Vierge, Capricorne.                             |
| Élément                          | Terre.                                                   |
| Saison                           | .                                                        |
| Mois                             | Avril, mai.                                              |
| Jours de la semaine              | Mercredi.                                                |
| Nombres                          | 3, 10.                                                   |
| Arbres                           | Laurier.                                                 |
| Fleurs                           | Sempervirens.                                            |
| Oiseaux                          | Perroquet.                                               |
| Âge de l'homme                   | Adolescence.                                             |
| Obligations du porteur           | Secourir les opprimés.                                   |